# Жебунёв, Леонид Николаевич
Леонид Николаевич Жебунёв (1851, Александровский уезд Екатеринославской губернии — осень 1919, Полтава) — общественно-политический деятель, участник революционного движения, народник, публицист.

## Биография
Из дворян. Обучался в Петровской сельскохозяйственной академии близ Москвы.
В 1869 году прибыл в Харьков с целью сбора средств для студентов, исключенных из Санкт-Петербургского университета. В 1872 году выехал в Цюрих (Швейцария), однако через год вернулся в Россию и поступил в Санкт-Петербургский технологический институт.
Присоединился к российскому народническому движению, неоднократно арестовывался царскими властями. Проводил пропагандистскую работу с учащимися Екатеринославской духовной семинарии, а также в сёлах Екатеринославщины. 3 сентября 1874 года был арестован и привлечён к дознанию по «делу 193-х», 21 декабря того же года — освобождён. Находился под надзором полиции.
В конце 1870-х годов жил на хуторе семьи Русовых рядом со ст. Дочь Борзнянского уезда Черниговской губернии. Некоторое время работал земским статистиком в Нежинском уезде.
В 1883—1887 годах находился в ссылке в Сибири. После освобождения жил в Харькове, под влиянием семьи Ефименко заинтересовался украинским национальным движением и стал его активным деятелем. Работал в местном Комитете грамотности.
В 1903 году был одним из организаторов установки памятника И. Котляревскому в Полтаве (член городской «Громады», основателей Украинской демократическо-радикальной партии).
Через два года переехал в Киев, и был избран членом совета Общей украинской беспартийной организации, отвечал за подбор должностей для сознательных украинцев и распространение книг. Создал новое «Жебунёвскую Громаду», ряд гимназических кружков, поддержал создание киевской филиала «Просвиты».
С 1908 года входил в объединенный комитет по сооружению памятника Т. Шевченко в Киеве, был членом Товарищества украинских прогрессистов. С 1880 года печатался на страницах «Зари», «ЛНВ», «Рідний край», «Украинской жизни», «Рады», среди них — «Что происходило в России за последнюю половину прошлого года», «Что нам надо делать? Письмо украинской демократа к своим единомышленникам» (обе — 1906), «Неожиданное приключение (из воспоминаний)» (1908), «Почему был беден украинский отдел на выставке печати» (1912). Материально поддерживал издателей украинской прессы, популяризировал и распространял подписку среди населения. Способствовал выходу журнала «Украинская жизнь» в Москве, инициировал издание его сотрудниками книги «Украинский вопрос» (Москва, 1914).
В 1917 году вступил в Украинскую партию социалистов-федералистов.
Умер осенью 1919 года в Полтаве.

## Память
- Именем Леонида Жебунёва названа улица в Днепре.